# 饲用甜菜
饲用甜菜（学名：Beta vulgaris var. lutea）为苋科甜菜属下的一个变种。

## 扩展阅读
- 維基物種上的相關：饲用甜菜